# Comté de Madawaska
Comté de Madawaska (franska) eller Madawaska County (engelska) är ett county i provinsen New Brunswick i Kanada.   Det ligger i den östra delen av landet, 600 km öster om huvudstaden Ottawa. Antalet invånare är 33 422. Arean är 3 463 kvadratkilometer.
Följande samhällen finns i Comté de Madawaska:
- Edmundston
- Saint-Léonard